# Joseph Zabeau
Joseph Zabeau, né à Liège le 3 juillet 1901 et mort à Liège en 1978, est un peintre belge.

## Biographie
Joseph Zabeau, dentiste de profession depuis 1926, commence sa carrière d’artiste comme « peintre du dimanche » selon ses propres mots. Il consacre son temps libre à la peinture,. Il suit des cours du soir à l’Académie des beaux-arts de Liège,,. En 1939, il fait la connaissance de Paul Daxhelet et fréquente son atelier libre,. Durant la Seconde Guerre mondiale, il rencontre Marcel Caron et surtout Edgar Scauflaire, qui influencera profondément son œuvre,,.
Joseph Zabeau expose régulièrement à Liège, en Wallonie, en Angleterre ou en Allemagne à partir de 1945, et il est cofondateur en 1949 du groupe d'art "10 Pointes et Brosses" avec José Delhaye, Robert Liard, Georges Comhaire, Jean Donnay, Flory Roland, Jean Debattice, Albert Lemaître, Marceau Gillard, et Edgar Scauflaire. Il représente la Belgique dans la catégorie de peinture à la Biennale de São Paulo au Brésil en 1951,,, au côté d’artistes comme Paul Delvaux, René Magritte, Constant Permeke et Edgar Scauflaire. Il obtient en 1962 le prix de la consécration de la Province de Liège,,. Il abandonne sa carrière professionnelle de dentiste (1952 ou 1972,).
En 1972 il séjourne en France, principalement en Provence, et en Espagne,. Il y peint sur le motif et ramène de ce voyage de nombreuses gouaches,. Joseph Zabeau décède en 1978,,,,, quelques jours avant l’ouverture d'une rétrospective qui lui est dédiée au Cercle royal des Beaux-Arts de Liège.

## Œuvre

### Style et techniques artistiques
Joseph Zabeau commence à peindre dans un style impressionniste,. Il travaille ensuite dans un style expressionniste qui lui est propre,, influencé par l'art naïf et populaire,, loin des caractéristiques de l’expressionnisme allemand ou flamand,. L'artiste s'inspire de tout ce qui l’entoure : le folklore d'Outremeuse (entre autres le héros du théâtre de marionnettes Tchantchès), les scènes de la vie quotidienne, la fête, les scènes religieuses, le monde du cirque et les clowns,,. Il réalise également des paysages, des portraits, des nus et des natures mortes,,. Comme les enfants, il a conservé sa capacité d’émerveillement et peint avec une volontaire maladresse et une certaine naïveté.
L'œuvre de Joseph Zabeau atteint « sans déclaration de principe, sans « message », à la plus vraie, à la plus sincère chaleur humaine » et délivre habituellement une vision des sujets traités empreinte d'une certaine tendresse et de poésie, ce qui le différencie de Georges Rouault à qui il est souvent comparé,,. Même lorsque l'artiste aborde des sujets qui le préoccupent comme la souffrance, l'injustice, la misère, la violence ou la déshumanisation du monde, « sa manière directe, chaleureuse, de peindre » et « son exaltation de la couleur, grasse et travaillée par couches superposées » teignent ses toiles d'une touche d'optimisme et d'espérance.
Comme l'indiquent Jacques Parisse et Jacques Hendrick, « Joseph Zabeau a travaillé à l’écart des écoles et des mouvements, et a construit une œuvre très personnelle, équilibrée entre l’idéalisme et le réalisme ».
Il travaille au couteau, habituellement sur des supports durs : panneaux, cartons préparés, toiles et papiers marouflés.

### Catalogue et musées
Son œuvre se compose de plus de 600 pièces répertoriées. Des œuvres de Joseph Zabeau sont présentes dans les collections du Musée de l'art wallon (La Boverie), de la Province de Liège, du Musée de la Vie wallonne et, qui plus est, elles sont exposées au Palais des congrès de Liège,,. L'artiste a peint, avant tout, pour son plaisir personnel, et n’a pas toujours signé ses œuvres.

## Expositions
En plus des expositions listées, le Cercle royal des Beaux-Arts de Liège accueille ses œuvres de 1954 à 1975,,, et il réalise diverses expositions à Bruxelles, Spa et la galerie Primaver de Verviers en 1973-1974,.

### Expositions personnelles
- 1945 : Zabeau Joseph, du 11 au 23 août, Association pour le progrès intellectuel et artistique en Wallonie (A.P.I.A.W.), Liège[1],[2],[13].
- 1947 : Zabeau Joseph, du 28 septembre au 9 octobre, Association pour le progrès intellectuel et artistique en Wallonie (A.P.I.A.W.), Liège[1],[2],[13].
- 1951 : Zabeau Joseph, du 10 au 22 février, Association pour le progrès intellectuel et artistique en Wallonie (A.P.I.A.W.), Liège[1],[2],[13].
- 1952 : Zabeau Joseph, du 1er au 13 mars, Association pour le progrès intellectuel et artistique en Wallonie (A.P.I.A.W.), Liège ; Zabeau Joseph, du 11 au 22 mai, Association pour le progrès intellectuel et artistique en Wallonie (A.P.I.A.W.), Musée de Verviers, Verviers (Liège)[1],[2],[13].
- 1953 : Zabeau Joseph, du 24 janvier au 5 février, Association pour le progrès intellectuel et artistique en Wallonie (A.P.I.A.W.), Liège[1],[2],[13].
- 1955 : Zabeau Joseph, du 19 février au 3 mars, Association pour le progrès intellectuel et artistique en Wallonie (A.P.I.A.W.), Liège[1],[2],[13].
- 1956 : Zabeau Joseph, du 3 au 15 mars, Association pour le progrès intellectuel et artistique en Wallonie (A.P.I.A.W.), Liège[1],[2],[13].
- 1958 : Zabeau Joseph, du 1er au 12 mars, Association pour le progrès intellectuel et artistique en Wallonie (A.P.I.A.W.), Liège[1],[2],[13].
- 1959 : Joseph Zabeau: Peintures, du 25 avril au 7 mai, Galeries Albert I, Bruxelles[14].
- 1977 : Zabeau: exposition rétrospective, du 26 février au 23 mars, Centre culturel d'Outremeuse, Liège[15].
- 1978 : Zabeau: exposition rétrospective, Cercle royal des Beaux-Arts, Liège[2].
- 1989 : Zabeau 1901-1978, du 7 octobre au 5 novembre, Galerie Liehrmann, Liège[2].
- 2003 : Expo de Joseph Zabeau, du 8 au 16 novembre, ancienne gare de Chaudfontaine, Chaudfontaine (Liège)[16].

### Expositions collectives
- 1945 : Salon quatriennal & Artistes vivants, collections privées, architecture et urbanisme, du 1er au 21 septembre, Musée des Beaux-Arts, Liège[17].
- 1947 : Collignon Georges & Zabeau Joseph, du 19 au 30 janvier, Association pour le progrès intellectuel et artistique en Wallonie (A.P.I.A.W.), Liège[13].
- 1950 : Le groupe "10 Pointes et Brosses", du 4 au 16 novembre, Association pour le progrès intellectuel et artistique en Wallonie (A.P.I.A.W.), Liège[13],[18].
- 1951 : Junge Belgische Malerei, juillet-août, Kunstverein in Hamburg, Hambourg (Allemagne)[5] ; Membre du groupe d’artistes représentant la Belgique dans la catégorie de peinture à la 1re Biennale de São Paulo, d’octobre à décembre, Brésil[5].
- 1952 : Salon 1952, du 4 octobre au 11 novembre, Musée des Beaux-Arts, Liège[19].
- 1964 : 125e anniversaire de l'Académie royale des Beaux-Arts, du 11 avril au 10 mai, Musée des Beaux-Arts, Liège[19].
- 1989 : Carte blanche à Jacques Parisse, 25 ans de critique d'Art, du 11 novembre au 10 décembre, Centre wallon d'art contemporain - La Châtaigneraie, Flémalle, Liège[19].
- 1992 : Le Cercle royal des Beaux-Arts de Liège 1892-1992, du 18 septembre au 20 avril 1993, Cercle royal des Beaux-Arts, Liège[1].
- 1996 : 125 ans d'art liégeois - peinture, sculpture, gravure en province de Liège 1870-1995, du 27 novembre au 31 janvier 1997, ING Espace Culturel, Liège[19].
- 1997 : Choix de dessins par Jacques Parisse, du 22 mars au 20 avril, Galerie Liehrmann, Liège[19].
- 2012 : La Spiritualité, du 9 juin au 1er juillet, Rue des Prémontrés 38, Liège[20] ; Notre terroir, du 3 octobre au 4 novembre, Place de l'Abbaye 72, Saint-Hubert[21].
- 2014 : Une journée à Botrange, du 5 avril au 4 mai, Route de Botrange 131, Robertville[22].

## Prix et distinctions
- 1951 : représentant de la Belgique dans la catégorie de peinture à la Biennale de São Paulo au Brésil[2],[4],[5].
- 1962 : prix de la consécration de la Province de Liège[1],[3],[4].

## Réception critique
« Son art, tout d’émotion est servi par une sensibilité très vive qu’extériorisent un dessin vigoureux, une couleur toute en éclats. Il emprunte ses thèmes au folklore liégeois dont il traduit avec force et fraîcheur les fastes truculents, la ferveur naïve. Les œuvres de ce peintre wallon sont toujours marquées de la plus grande sincérité et d’une grande force d’expression. »

— Edgar Scauflaire

« Joseph Zabeau, émule de Rouault a-t-on dit, répété à satiété ! Rapprochement flatteur certes, mais aussi jugement combien superficiel. Qu'y a-t-il de comparable entre le génie pathétique de l'auteur du "Miserere" et la vision résolument optimiste de Zabeau. Sinon, pourtant, une commune et émouvante fraternité humaine. Nul, mieux que Zabeau, n'a compris et exprimé l'âme populaire liégeoise, observée là où bat avec le plus d'intensité le cœur de sa ville natale : en Outremeuse. Contemplez aux cimaises "Les quatre fils Aymon", "Parade Folklorique" et surtout "Les premiers rôles" : Charlemagne, Tchantchès, les héros du théâtre de marionnettes, certes, mais aussi ce qu'ils signifient au-delà du folklore local. Don Quichotte, Sancho Pança, types humains éternels. »

— Jacques Hendrick

« Depuis la mort de Robert Crommelynck - la même année que celle du décès de Mambour : 1968 -, de cette génération, seul Joseph Zabeau (1901-1978) peut, en pays de Liège, prétendre à la qualité d'expressionniste wallon. [...] l'œuvre de Zabeau a su s'élever du local au général, de l'anecdote au permanent. Costaude, colorée, brusque - coup de gueule, coup de pinceau - mais chaleureuse et pleine d'espoir (le soleil était son emblème), la peinture de Zabeau est à l'image de l'homme qui savait aller à l'essentiel. Son œuvre reste un témoignage humain d'amitié fraternelle. »

— Xavier Canonne & Jacques Parisse

« Pour être venu tard à la peinture, Joseph Zabeau n'en a pas moins brillé d'un vif et rapide éclat dans notre vie artistique, au point que le Gouvernement le choisit pour représenter la jeune peinture belge à l'étranger (Afrique, Allemagne - cycle d'un an dans différentes villes, Biennale de São Paulo, Hollande) et qu'il lui acheta une toile. Expressionniste de tempérament, il puise tour à tour son inspiration dans le folklore d'une cité dont il sent à merveille les intimes résonances, ou dans son propre fond, éminemment dramatique. Coloriste généreux, Joseph Zabeau réalise cette performance peu courante qui consiste à parfaitement harmoniser la technique au sentiment. »

— Léon Koenig (texte de présentation sur le feuillet de l'exposition organisée par l'A.P.I.A.W. au Musée de Verviers du 11 au 22 mai 1952)